# 南开大学核心数学与组合数学教育部重点实验室
南开大学核心数学与组合数学教育部重点实验室（英語：The Key Laboratory of Pure Mathematics and Combinatorics，Ministry of Education），成立于2000年8月，是中华人民共和国教育部重点开放实验室，依托南开大学基础数学、概率统计、应用数学三个国家重点学科。陈永川院士为实验室首任主任，龙以明院士为实验室学术委员会主任。